# Tre män i snö
Tre män i snö är en västtysk komedifilm från 1955 i regi av Kurt Hoffmann. Den är en filmatisering av Erich Kästners roman Drei Männer im Schnee från 1934 och Kästner skrev själv filmmanuset. Hoffmann hade föregående år även filmat Kästners barnbok Det flygande klassrummet.

## Rollista
- Paul Dahlke - Eduard Schlüter
- Günther Lüders - Johann Kesselhut
- Claus Biederstaedt - Fritz Hagedorn
- Nicole Heesters - Hildegard
- Margarete Haagen - Frau Kunkel
- Eva Maria Meineke - Frau Thea Casparius
- Franz Muxeneder - Toni
- Hans Olden - Kühne
- Fritz Imhoff - Polter, portier